# Ray Winstone
Andrew Raymond "Ray" Winstone, Jr. (Hackney, 19 de fevereiro de 1957) é um ator britânico ganhador do Emmy Award. Ele é sobretudo conhecido pelos seus papéis de "durão", começando com o de Carlin, em 1979 no filme Scum.
Em 2021 interpretou o General Dreykov no filme Black Widow, da Marvel Studios.